# 南林高速公路
南林高速公路是位于河南省北部的一条高速公路，全长约170公里。途经南乐、清丰、内黄、安阳市文峰区、龙安区、安阳县、林州七个县市区，2008年12月建成通车。在河南高速路网中的编号为S22。向西连接山西境内的长平高速公路，向东规划在莘县连接山东境内的德商高速公路。2022年7月，安阳以西至豫晋省界段成为 安长高速的组成部分。

## 南乐至安阳段
又称安南高速公路，已于2008年12月5日建成通车。双向6车道，限速120公里/时，设2个停车区、1个服务区、2个出入口、2座与其它高速公路互通立交。

## 安阳至林州段
又称安林高速公路，已于2006年10月建成通车。双向4车道，限速100公里/时，设1个服务区、4个出入口、2座与其它高速公路互通立交。

## 林州至豫晋界段
又称林长高速公路，已于2012年12月22日建成通车。向西接已建成的山西平长高速公路。限速100公里/时，设互通立交3处，隧道7座，特大桥1座（596米），大、中桥15座，涵洞74道，分离式立交4处，天桥14座，通道52道，服务区1处，管理分中心1处。此段高速的通车，彻底打通了阻碍河南省与山西省交流的太行山屏障，安阳到长治的行车时间大大缩短。

## 南乐至豫鲁界段
为莘南高速公路的一部分，于2012年6月28日开工建设，2018年9月28日通车。东起豫鲁界夏紫金村和刘寨村之间的徒骇河，西至大广高速公路青石磙枢纽互通立交，与已建成通车的南林高速公路安阳至南乐段连接，全长33.405公里，估算投资19.49亿元，双向四车道，设计时速120公里，路基宽28米，全线设大桥5座、中桥7座、分离式立交16座、涵洞35道、通道24处、天桥3处、互通式立交3处、服务区1处、省界主线收费站1处。

## 沿线互通枢纽及服务设施
| 地区                                                                                         | 里程 | 类型                              | 名称                   | 连接                     | 说明                   |
| -------------------------------------------------------------------------------------------- | ---- | --------------------------------- | ---------------------- | ------------------------ | ---------------------- |
| 省界                                                                                         |      | 主线出入口                        | 豫鲁界                 | 豫鲁界                   | 接山东S28莘南高速      |
| 濮阳市                                                                                       |      | 出入口                            | 南乐东                 | 209省道                  |                        |
| 濮阳市                                                                                       |      | 停车场 · 加油设施 · 修车站 · 餐厅 | 南乐服务区             | 南乐服务区               |                        |
| 濮阳市                                                                                       |      | 出入口                            | 南乐南                 | 106国道                  |                        |
| 濮阳市                                                                                       |      | 枢纽                              | 青石磙                 | 大广高速                 |                        |
| 安阳市                                                                                       |      | 出入口                            | 内黄                   | 东上线                   |                        |
| 安阳市                                                                                       |      | 停车场 · 加油设施 · 修车站 · 餐厅 | 安阳东服务区           | 安阳东服务区             |                        |
| 安阳市                                                                                       |      | 出入口                            | 安阳东（瓦店）         | 安阳东（瓦店）           |                        |
| 安阳市                                                                                       |      | 停车场 · 飲料小吃                 | 将台停车区             | 将台停车区               |                        |
| 安阳市                                                                                       |      | 枢纽                              | 大官庄                 | 京港澳高速               |                        |
| 安阳市                                                                                       |      | 出入口                            | 安阳开发区             | 彰德路 南外环路          |                        |
| 安阳市                                                                                       |      | 出入口                            | 安阳西                 | 文明大道                 |                        |
| 安阳市                                                                                       |      | 停车场 · 加油设施 · 修车站 · 餐厅 | 曲沟服务区             | 曲沟服务区               |                        |
| 安阳市                                                                                       |      | 出入口                            | 水冶                   | 大林线 东大线            |                        |
| 安阳市                                                                                       |      | 枢纽 · 出入口                     | 横水（林州）           | 林州支线 桃园大道 翟阳线 |                        |
| 安阳市                                                                                       |      | 出入口                            | 红旗渠开发区           | 安姚公路                 |                        |
| 安阳市                                                                                       |      | 停车场 · 加油设施 · 修车站 · 餐厅 | 林州服务区             | 林州服务区               |                        |
| 安阳市                                                                                       |      | 出入口                            | 红旗渠                 | 东南线                   |                        |
| 安阳市                                                                                       |      | 隧道                              | 林虑山隧道             | 林虑山隧道               |                        |
| 安阳市                                                                                       |      | 隧道                              | 大峡谷隧道             | 大峡谷隧道               |                        |
| 安阳市                                                                                       |      | 隧道                              | 将军岭隧道             | 将军岭隧道               |                        |
| 安阳市                                                                                       |      | 隧道                              | 太行屋脊隧道           | 太行屋脊隧道             |                        |
| 安阳市                                                                                       |      | 隧道                              | 关家岭隧道             | 关家岭隧道               | 隧道西半段位于山西境内 |
| 省界                                                                                         |      | 主线出入口                        | （关家岭隧道内）豫晋界 | （关家岭隧道内）豫晋界   | 接山西 长平高速        |
| 1.000 英里 = 1.609 千米；1.000 千米 = 0.621 英里 并行路段 • 已关闭／取消 • 限制进入 • 未开放 |      |                                   |                        |                          |                        |